# Herbert Tabeling
Herbert Peter Tabeling (* 17. Dezember 1929; † 5. Juli 2018) war ein deutscher Architekt und Hochschullehrer.
Tabeling war Professor für Entwerfen an der Universität-Gesamthochschule Siegen. Er war Mitglied im Bund Deutscher Architekten (BDA) und im Deutschen Werkbund (DWB). Er erhielt zahlreiche Preise, Ehrungen und Auszeichnungen, darunter mehrfach den Kölner Architekturpreis, den BDA-Preis des BDA Nordrhein-Westfalen und den  Deutschen Architekturpreis. 
Er war verheiratet mit der Medizinerin Gunhild Tabeling-Buchholz. Tabeling verstarb im Alter von 88 Jahren und wurde auf dem Friedhof Kellerhansberg in Leichlingen beigesetzt.

## Wichtige Werke
- St. Antonius Krankenhaus in Köln-Bayenthal (Auszeichnung mit dem Kölner Architekturpreis 1971)
- 1982: Wohnsiedlungen Bickendorf I, II und III in Köln
- Neubau für die Bio- und Geowissenschaften der UGH Essen (Auszeichnung für vorbildliches Bauen 1986)
- 1986: Schule für Krankenpflege und Altenzentrum in Köln
- Staatliche Hochschule für Musik in Köln

## Schriften
- gemeinsam mit Michael Behr, Werner Strodthoff und Wolfram Hagspiel: Für Köln geplant – nicht gebaut. Am Beispiel Dom Rheinumgebung von 1900 bis 1980. Verlag der Buchhandlung Walther König, Köln 1981, ISBN 3-88375-010-7.
- Läden, Büros und Wohnungen in der Kölner City. 1981.
- Bürohaus in Köln am Rhein. 1982.